# گلبری
گلبری (به لاتین: Goalbari) یک منطقهٔ مسکونی در بنگلادش است که در ناحیه پیروج‌پور واقع شده‌است.